# Lac Lafontaine (Chénéville)
Le lac Lafontaine est un lac d'eau douce situé dans la municipalité de Chénéville, administré par la municipalité régionale de comté de Papineau, dans la région administrative de l'Outaouais, au Québec, au Canada.

## Géographie
Ce lac est est d'une superficie d'environ 1,5 ha et est une extension du ruisseau du Village.
Le lac Lafontaine est situé à proximité de la rue Principale, juste à l'ouest du lac.

## Toponymie
Le toponyme « Lac Lafontaine » a été officialisé le 9 juillet 1981 à la Commission de toponymie du Québec.